# Vallada Agordina
Vallada Agordina (La Valada en ladin) est une commune italienne de la province de Belluno, dans la région Vénétie.

## Administration
| Période                                  | Période | Identité | Étiquette | Qualité |
| ---------------------------------------- | ------- | -------- | --------- | ------- |
|                                          |         |          |           |         |
| Les données manquantes sont à compléter. |         |          |           |         |

### Hameaux
Mas, Celat (ladin: Zelat), Sachet, Andrich, Toffol (ladin: Tofol), Piaz, Cogul (ladin: Chegul)

### Communes limitrophes
Canale d'Agordo, Cencenighe Agordino, Rocca Pietore, San Tomaso Agordino